# Pruślin
Pruślin (niem. Pruschlin) – dzielnica Ostrowa Wielkopolskiego znajdująca się we wschodniej jego części, w sąsiedztwie Lasu Bagatela. Także nazwa osiedla administracyjnego Ostrowa (Osiedle V Pruślin). Liczy około 4 tysięcy mieszkańców. 

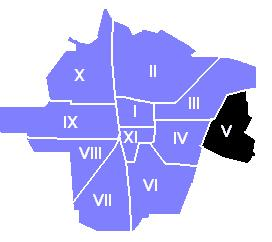
Osiedle administracyjne V – Pruślin

Pruślin leży na stokach Wzgórz Wysockich. Jest to najwyżej położona część Ostrowa sięgająca 184 m n.p.m. Szczyt najwyższego wzniesienia to punkt widokowy na miasto. Znajduje się tam też wieża przekaźnikowa oraz elektrownia wiatrowa, a w niedalekim sąsiedztwie jedna z najnowocześniejszych w Europie rozdzielnia prądu z linii wysokiego napięcia.

## Historia
Wzmiankowany w 1401 roku jako wieś rycerska. W 1779 roku przyłączony do parafii ostrowskiej. Od tego czasu jego dzieje są bezpośrednio związane z historią miasta. W 1936 roku liczył według mapy Wojskowego Instytutu Geograficznego 105 domów. Podczas okupacji miasta Niemcy wprowadzili nazwę okupacyjną niem. Preussendorf. Dawniej jeden z lokalnych ośrodków kultu św. Idziego. Pruślin przyłączono do Ostrowa w 1979 roku. Lata 90. XX wieku to okres intensywnej zabudowy domami jednorodzinnymi.

## Przyroda
- Las Bagatela ze strzelnicą, autodromem, ścieżką rowerową

## Zabytki
- neorenesansowa kapliczka z rzeźbą Chrystusa – Ewa i Marcin Chmielewscy stwierdzili pochodzenie rzeźby z wcześniejszego krzyża autorstwa Pawła Brylińskiego
- pozostałości starej zabudowy wiejskiej (dawna szkoła podstawowa)

## Komunikacja
Linie autobusowe: 2, 6, 11, 18, 21, 27, B

## Szlaki turystyczne
Przez Pruślin przebiega szlak turystyczny:
- pieszy: Jarocin – Pleszew – Gołuchów – Pruślin – Ostrzeszów